# Fredrik Melius Christiansen
Fredrik Melius Christiansen (Eidsvold, Noruega, 1 d'abril de 1871 - 1 de juny de 1955) fou un violinista i compositor estatunidenc d'origen noruec. Tenia 17 anys quan emigrà als Estats Units. Va fer els estudis en el Conservatori de Música de Northwestern i en el de Leipzig. Fou director de l'Escola de Música de Sant Olaf a Northfield (Minnesota) des del 1903 i és autor de: Practical Modulation (1916). Compongué Reformation (cantata, 1917), The Prodigal Son (cantata, 1918), St. Olaf Choir Series (5 volums, 1920), Latheran Hymnary (1913), 50 Famous Hymns for Ladies Voices (1914), School of Choir Singing (1916).